# 多赛益
多赛益（1773年—1849年），全名拿督阿都拉赛益，是19世紀时南寧地區（Naning）第九任馬來酋長。他來自Semelenggang部落，他很小的時候就表現出他的勇氣，自六歲起就學武術。他來自很貧窮的家庭，很聽父母的話。他在1799年26歲時繼承安惹（Anjak）擔任酋長職位。多赛益反對英國在南寧的政策，反對英國在南寧徵稅，並拒絕交稅。這是被稱為南寧戰爭的一個直接原因。

## 多赛益反抗英國原因

### 維持南寧獨立性
英國跟荷蘭簽署了1824年英荷條約。根據這個條約，英國成功拿到馬六甲。英國說南寧是馬六甲的一部分，可是多赛益和南寧人民說不是。英國要南寧遵守馬六甲的法律，可是多赛益和南寧人民不接受。

### 英國法律的實施
英國出台的南寧酋長條例使多赛益失去權力，酋長被禁止審判刑事案件。1828年，多赛益被警告不可以審案，否則將會失去酋長職位。

### 反對納稅
英國知道南寧的月入甚高，在1830年通過法令，規定南寧得給十分之一的農產品稅。 

## 多赛益反抗英國的過程
多赛益的抗英行动促使英国于1831年8月初派遣150名士兵，由威利上尉率领进攻南宁。然而，南宁方面在获得包括雙溪芙蓉（Sungai Ujong）、神安池（Seri Menanti）、柔河（Johol）和麻坡等马来邦国的支援下，采用游击战术，成功抵御了英军的攻势。英国方面意识到此次叛乱难以轻易平息，遂请求林茂（Rembau）的嚴端穆達拉惹阿里（Yamtuan Muda Raja Ali）增援。拉惹阿里同意派遣由賽益沙阿班（Syed Sha'aban）領導的600名士兵协助镇压南宁的反抗力量。拉惹阿里的舉措後來被不少當代馬來學者視為賣國。
到了1832年3月，英国组织了一支更为庞大的远征军，共计1200人，在赫伯特上校（Colonel Herjibaibert）的率领下再次发动进攻。这一次，南宁未能获得邻近邦国的援军支援，加上英军装备精良，火炮猛烈，南宁兵败如山，多处房屋遭焚毁，连打波能宁（Taboh Naning）也被英军占领。多赛益被迫撤退至神安池，并最终向英军投降，标志着南宁抗英战争的结束。
战后，英国将南宁正式并入马六甲殖民地。

## 評價和承傳
林茂的馬來人出賣了多赛益和南寧人民。林茂的馬來人從南寧人民的鮮血中奪得了戰爭勝利的果實。關於南寧戰爭的故事已經沒有被吹捧，雖然馬來人贏得了第一次南寧戰爭，英國始終是事實上的世界強國，在第二次南寧戰爭南寧還是被英國和馬六甲合併。
直到今天，多赛益在馬來西亞仍被稱為英雄。自1997年以來，馬來西亞的國家歷史教科書極力推崇的民族英雄，其在教科書的比重日益增加。 1997年的中二歷史教科書主要以圖片並輔以文字說明介紹，到了2003年新編中二教科書改以文字論述為主，圖片為輔，先後兩種教本度沙益約佔3頁的篇幅。